# Råpejåkka
De Råpejåkka is een beek die stroomt binnen de Zweedse  gemeente Kiruna. De rivier ontstaat op de hellingen van de Rophi / Roaphi, een berg van 789 meter hoogte. Ze stroomt zuidwaarts en krijgt water van enkele zijrivieren. Ze is circa 8 kilometer lang.
Afwatering: Råpejåkka → Pulsurivier → Lainiorivier → Torne → Botnische Golf